# Гінцбург Давид Гораційович
Дави́д Гора́ційович Гі́нцбург (* 5 липня 1857, Кам'янець-Подільський — † 22 грудня 1910, Санкт-Петербург) — сходознавець, письменник, громадський діяч та гебраїст.

## Із життєпису
Ступінь кандидата наук отримав у Санкт-Петербурзькому університеті. У 1878-80 роках вивчав юдаїстику та арабістику. Переклав з арабської на іврит поетичний цикл Мойсея ібн Езри «Перламутр» і видав його з коментарями. Співавтор праці «L'Ornement hébreu» («Єврейські прикраси», 1903). Мав одну з найбільших приватних бібліотек у Європі. Засновник і ректор курсів сходознавства у Санкт-Петербурзі (1907), співредактор «Еврейской энциклопедии» (1908–13). Член Товариства сприяння освіті серед євреїв, центрального комітету Товариства єврейської колонізації, Товариства досліджень Сходу.